# Metropolitan National Bank Tower
Der Metropolitan National Bank Tower, früher Capitol Tower, ist ein Wolkenkratzer in Little Rock im US-Bundesstaat Arkansas. Er wurde 1986 fertiggestellt und noch im selben Jahr eröffnet. Seine Gesamthöhe beträgt 166 Meter (547 Fuß) und ist damit das höchste Gebäude in Arkansas.

## Bau und Namensgebung
Der Bau wurde im Jahr 1984 beschlossen, nachdem Differenzen zwischen zwei Hauptinteressenten niedergelegt wurden. Fertiggestellt wurde es 1986 unter dem Namen „The Capitol Building“. Nachdem die in Little Rock gegründete Frozen-Yogurt-Kette TCBY im Jahr 1991 als neuer Hauptmieter in das Gebäude zog, wurde es gleichzeitig neuer Namensgeber. Später verließen sie das Gebäude infolge des Verkaufs des Unternehmens, woraufhin im August 2004 das regionale Unternehmen Metropolitan National Bank seinen Hauptsitz in das Gebäude verlegte. Daraus ging der heutige Name Metropolitan National Bank Tower, kurz Metropolitan Tower, hervor. Die Metropolitan Bank ließ Außenleuchten an das Gebäude installieren, die zu besonderen Ereignisse wie den Ferienbeginn eingeschaltet werden.